# Carlisle Grounds
Carlisle Grounds è uno stadio irlandese situato nella cittadina di Bray, facente parte a sua volta della contea di Wicklow. Si trova dietro la stazione della Dublin Area Rapid Transit, ha una capienza di circa 2000 ospiti ed ospita le partite casalinghe della Bray Wanderers Association Football Club.

## Storia
Nel 2006 fu costruita una tribuna con 985 seggiolini. Dal 1948 al 1951 il campo ospitò le partite dell'ormai sciolta Transport F.C. prima che questa si spostasse all'Harold's Cross Stadium. Nel luglio 2009 il muro di una tribuna crollò in seguito all'esultanza dei supporters degli Shamrock Rovers per un goal della propria squadra.

## Cultura di massa
La scena del Bloody Sunday del film Michael Collins fu girata proprio a Carlisle Grounds.

## Progetti per il futuro
Nell'ottobre 2009 vennero approvati i progetti relativi alla riqualificazione dell'impianto che prevede, in pratica, la costruzione di un nuovo e più moderno stadio.